# شيلر هيبوليت
شيلر هيبوليت (بالإنجليزية: Schiller Hyppolite)‏ مواليد 23 مايو 1986 في هايتي، هو ملاكم محترف كندي يصنف ضمن فئة وزن خفيف الثقيل.

## إحصائيات
خاض خلال مسيرته 23 نزالا، فاز في 21 ولم يتعادل وخسر في 2. فاز بالضربة القاضية في 14 نزالا.

## روابط خارجية
- شيلر هيبوليت على موقع بوكس ريك (الإنجليزية) (registration required)